# San Juan de Cañitas
San Juan de Cañitas är en ort i Mexiko.   Den ligger i kommunen Mapimí och delstaten Durango, i den centrala delen av landet, 900 km nordväst om huvudstaden Mexico City. San Juan de Cañitas ligger 1 190 meter över havet och antalet invånare är 333.
Terrängen runt San Juan de Cañitas är platt åt sydväst, men åt nordost är den kuperad. Runt San Juan de Cañitas är det mycket glesbefolkat, med 2 invånare per kvadratkilometer. Närmaste större samhälle är Ceballos, 13,1 km söder om San Juan de Cañitas. Omgivningarna runt San Juan de Cañitas är i huvudsak ett öppet busklandskap.